# Earth Moving (píseň)
„Earth Moving“ je píseň britského multiinstrumentalisty Mika Oldfielda. Vydána byla jako jeho dvacátý sedmý singl v roce 1989 a v britské hudební hitparádě se umístila nejlépe na 93. místě.
Singl „Earth Moving“ pochází ze stejnojmenného Oldfieldova alba, které vyšlo v létě 1989. V písni „Earth Moving“, která zabírá A stranu, zpívá Nikki 'B' Bentleyová. Na B straně se potom nachází písnička „Bridge to Paradise“ se zpěvem Maxe Bacona.
Verze vydaná na dvanáctipalcové gramofonové desce a na CD obsahuje navíc „disco mix“ písně „Earth Moving“.

## Seznam skladeb
7" verze
1. „Earth Moving“ (Oldfield) – 3:59
2. „Bridge to Paradise“ (Oldfield) – 4:37

12" a CD verze
1. „Earth Moving (Disco Version)“ (Oldfield) – 4:02
2. „Earth Moving (7" Version)“ (Oldfield) – 3:59
3. „Bridge to Paradise“ (Oldfield) – 4:37

## Obsazení
Earth Moving
- Nikki 'B' Bentley – zpěv
- Max Bacon – doplňkový zpěv
- Keith Morrell, Sonia James Morgan, Maggie Ryder, Jackie Challenor, Carl Wayne, Lance Ellington – doprovodné vokály
- Mike Oldfield – kytary, klávesy
- Phil Spalding – bezpražcová baskytara
- Raf Ravenscroft – saxofon